# Теннисный Гран-при Тайбэя
Теннисный Гран-при Тайбэя (англ. Taipei Grand Prix) — международный профессиональный мужской теннисный турнир, проходивший на ковровых кортах Тайбэя (Тайвань) в осенние месяцы с 1977 по 1984 и в 1992 году. Проводился под эгидой Ассоциации теннисистов-профессионалов (АТР) как часть тура Гран-при, а в последний год проведения как турнир АТР-тура базовой категории ATP World. Призовой фонд составлял в 70-е и 80-е годы 75 тысяч долларов США, а в 1992 году 250 тысяч долларов США при турнирной сетке, рассчитанной на 32 игрока в одиночном разряде и 16 пар.

## Победители и финалисты
За годы проведения Гран-при Тайбэя только один игрок — американец Брэд Гилберт — сумел дважды победить на нём в одиночном разряде. Другой американец, Брайан Тичер, по разу первенствовал в одиночном и парном разрядах. Победитель первого турнира в парном разряде Пат Дюпре ещё три раза играл в финале — два раза в одиночном и один раз в парном разряде, являясь рекордсменом турнира по числу появлений в финалах. Хозяева турнира ни разу не пробивались в финал.

### Одиночный разряд
| Год  | Победитель       | Финалист         | Счёт в финале      |
| ---- | ---------------- | ---------------- | ------------------ |
| 1977 | Тим Галликсон    | Исмаил эль-Шафей | 6-7, 7-5, 7-6, 6-4 |
| 1978 | Брайан Тичер     | Том Горман       | 6-3, 6-3, 6-3      |
| 1979 | Боб Лутц         | Пат Дюпре        | 6-3, 6-4, 2-6, 6-3 |
| 1980 | Иван Лендл       | Брайан Тичер     | 6-7, 6-3, 6-3, 7-6 |
| 1981 | Роберт ван'т Хоф | Пат Дюпре        | 7-5, 6-2           |
| 1982 | Брэд Гилберт     | Крейг Уиттус     | 6-1, 6-4           |
| 1983 | Ндука Одизор     | Скотт Дэвис      | 6-4, 3-6, 6-4      |
| 1984 | Брэд Гилберт (2) | Уолли Мазур      | 6-3, 6-3           |
| 1992 | Джим Грабб       | Джейми Морган    | 6-3, 6-3           |

### Парный разряд
| Год  | Победители                      | Финалисты                       | Счёт в финале |
| ---- | ------------------------------- | ------------------------------- | ------------- |
| 1977 | Крис Делэни Пат Дюпре           | Том Горман Стив Дохерти         | 7-6, 7-6      |
| 1978 | Шервуд Стюарт Бутч Уолтс        | Джон Маркс Марк Эдмондсон       | 6-2, 6-7, 7-6 |
| 1979 | Джон Маркс Марк Эдмондсон       | Пат Дюпре Боб Лутц              | 6-1, 3-6, 6-4 |
| 1980 | Брюс Мэнсон Брайан Тичер        | Джон Остин Ферди Тайган         | 6-4, 6-0      |
| 1981 | Майк Бауэр Джон Бенсон          | Майк Кэхилл Джон Остин          | 6-4, 6-3      |
| 1982 | Роберт ван'т Хоф Ларри Стефанки | Фред Макнейр Тим Уилкисон       | 6-3, 7-6      |
| 1983 | Уолли Мазур Ким Уорик           | Роберт Сегусо Кен Флэк          | 7-6, 6-4      |
| 1984 | Роберт Сегусо Кен Флэк          | Дрю Гитлин Хэнк Пфистер         | 6-1, 6-7, 6-2 |
| 1992 | Сэндон Столл Джон Фицджеральд   | Патрик Баур Кристо ван Ренсбург | 7-6, 6-2      |